# Sportpark Unterhaching
Der Sportpark Unterhaching (aufgrund eines Namenssponsorings offiziell Uhlsport Park) ist ein Fußballstadion in der Gemeinde Unterhaching im oberbayerischen Landkreis München. Die Anlage liegt südlich der Landeshauptstadt München und ist die Heimspielstätte des Fußballvereins SpVgg Unterhaching, in deren Eigentum sich der Sportpark befindet. Seit der Saison 2023 ist sie zudem Spielstätte der American-Football-Mannschaft der Munich Ravens.

## Geschichte und Entwicklung

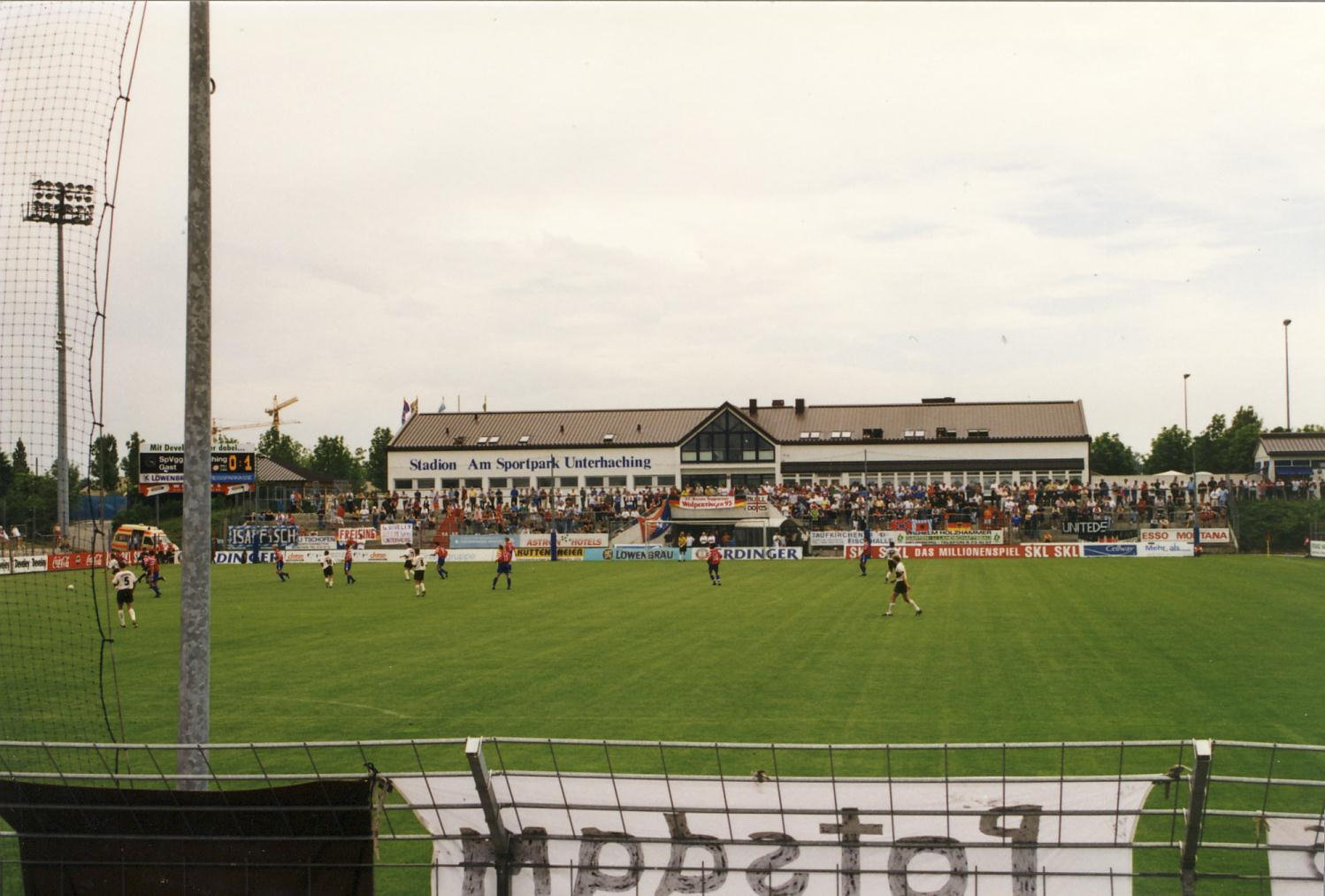
Blick auf die Südtribüne des Sportparks Unterhaching (Juni 1998)

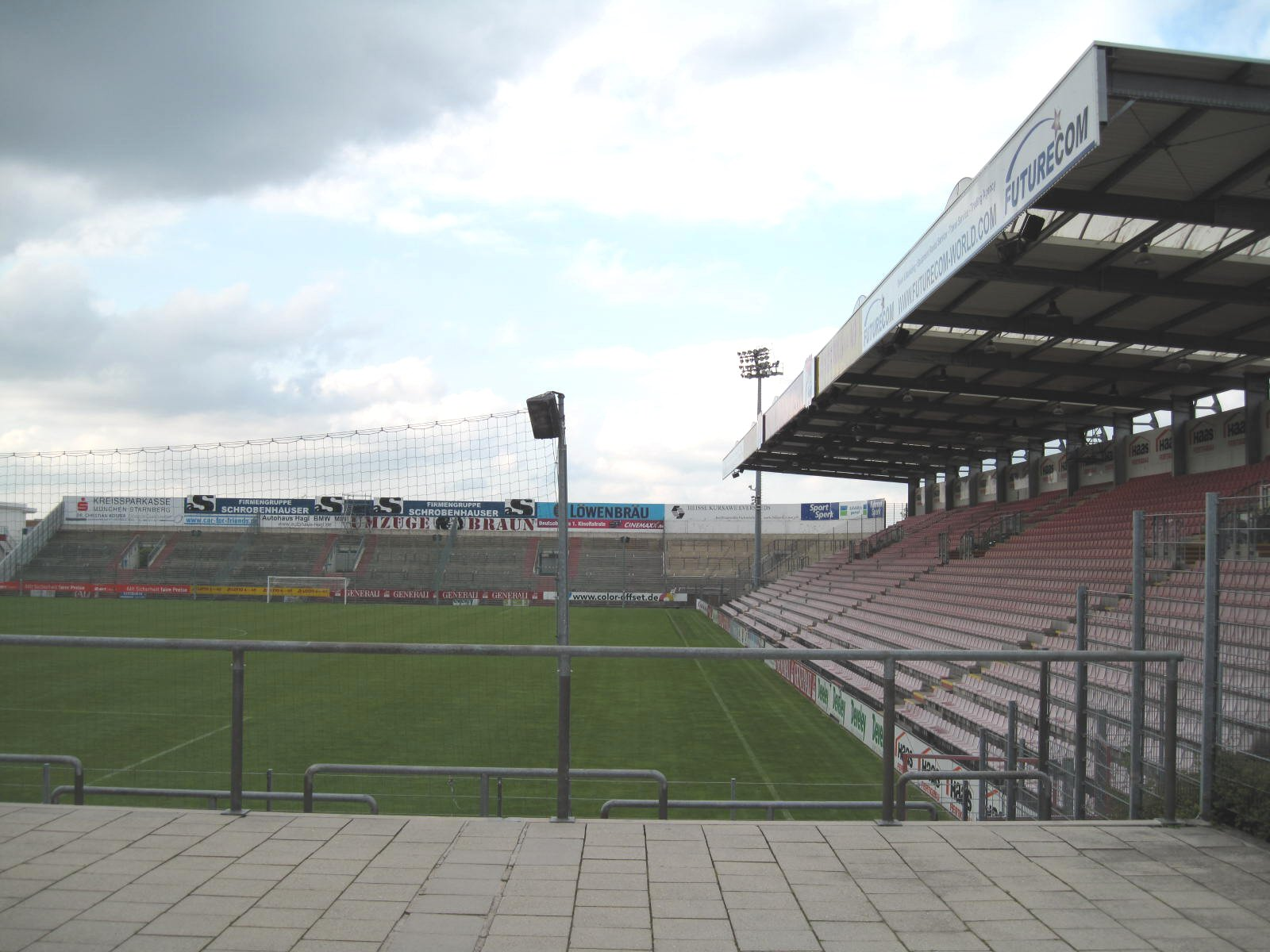
Blick auf Nord- und Osttribüne des Sportparks Unterhaching (April 2011)

Anfang der 1990er Jahre gebaut, um der seit langem recht erfolgreichen Mannschaft der Spielvereinigung einen Auszug aus dem Stadion an der Grünau, in dem die Mannschaft trotz eingeengter Kapazität noch in der Zweitligaspielzeit 1989/90 gespielt hatte, zu ermöglichen und ein adäquates Heim für eine Zweitligamannschaft zu bieten, wurde das Stadion nach dem unerwarteten Aufstieg der Spielvereinigung in die Fußball-Bundesliga 1999 ausgebaut und gemäß der Mindestauflagen des Deutschen Fußball-Bundes (DFB) umgestaltet.
Bis zum Ausbau bot das Stadion 11.000 Zuschauern Platz. In heutiger Form existierten bereits die West- (damals Haupt-)tribüne, samt der charakteristischen Überdachung in beinahe alpenländischem Stil, sowie große Teile der Südtribüne samt dem dahinter befindlichen Vereinsheim. Nord- und Osttribüne hatten lediglich die Ausmaße einiger weniger Betonstufen; die Osttribüne darüber hinaus eines Grashügels.
Nach dem Bundesligaaufstieg 1999 wurde aufgrund der organisatorischen, sicherheitstechnischen und finanziellen Dimension, die ein sportliches Messen mit den nationalen Größen des Fußballs mit sich bringt, ein umfassender Ausbau nötig. So verlangte der DFB die Aufstockung der Zuschauerkapazität auf mindestens 15.000 Plätze, die Entstehung zahlreicher neuer Parkplätze und die Beseitigung möglicher Gefahrenquellen im Innenbereich, wie des unbefestigten Grashügels an der Osttribüne.
In einem ersten Bauabschnitt wurde noch während der Sommerpause vor der Saison 1999/2000 die Nordtribüne, auf der die Gästefans Platz finden, deutlich aufgestockt sowie die Osttribüne komplett befestigt und mit Sitzplätzen bestückt. Zudem wurde an der Nordostecke des Stadions eine kleine Stehplatzkurve geschaffen. Während der Spielzeit 1999/2000 wurde die Nordtribüne weiter aufgestockt. Nach diesen Umbauten fasste das Stadion 10.300 Zuschauer; Grund für die kurzfristige Kapazitätseinbuße war die Umwandlung der Stehplätze der Osttribüne in Sitzplätze.
Da aufgrund der architektonischen Gegebenheiten des Stadions ein Ausbau der Süd- und Westtribüne nicht, oder nur mit unverhältnismäßigem finanziellem Aufwand möglich (das Vereinsheim bzw. die bestehende Überdachung waren hierbei hinderlich), und im Nordwesten bereits ein „VIP-Haus“ entstanden war, mussten, um die Auflagen des DFB zu erfüllen, nach der erfolgreichen Saison 1999/2000 die Nord- und Osttribüne weiter ausgebaut werden. Zudem wurde die Südtribüne um eine Kurve zur Westtribüne erweitert. Die Osttribüne wurde weiter aufgestockt und mit einem Fertigdach bestückt; ebenso wurde die Nordtribüne erhöht und die Kurve zur Osttribüne in gleicher Höhe vollendet. Im Süden schloss die neu gebaute Kurve rechtwinklig an die bisher abfallende Struktur der Westtribüne an. Das Stadion bietet seit diesen Umbauten 15.053 Zuschauern Platz und leistet somit den Forderungen des DFB in vollem Maße Genüge.
Im Umfeld des Stadions wurden Parkplätze planiert, der Fuß- und Radweg von und zur S-Bahn-Station Fasanenpark erweitert sowie weitere Kunst- und Naturrasenplätze angelegt, um der Spielvereinigung Unterhaching ein professionelleres Trainieren zu ermöglichen. Weitere Ausbauten wie etwa eine Aufstockung der Südtribüne wurden nach dem Abstieg der ersten Mannschaft in die 2. Fußball-Bundesliga schnell ad acta gelegt.
Rund 15 Jahre nach dem letzten großen Umbau begannen sich Verfallserscheinungen am Stadion zu zeigen. Nach dem Abstieg der SpVgg Unterhaching in die Regionalliga Bayern blieb in der Saison 2015/16 die Osttribüne zunächst aus Gründen mangelnden Zuschauerzuspruchs und im Sinne von Kostenersparnissen generell geschlossen. Zu Beginn der Saison 2015/16, beim DFB-Pokal-Spiel gegen den FSV Mainz 05 erteilte die Gemeinde Unterhaching dann erstmals wegen „Setzungen“ und entstandener „Stolperfallen“ im Nordteil der Tribüne konkret keine Freigabe für einige Blöcke. Im Relegationsspiel um den Aufstieg in die 3. Liga gegen die SV Elversberg wurde aus dem gleichen Grund nur die südliche Hälfte der Tribüne freigegeben. Auch nach der geglückten Rückkehr der SpVgg in den Profifußball öffnete die Gemeinde Unterhaching die Tribüne nicht mehr – nach Angaben eines Rathaussprechers, um die Sicherheit der Zuschauer zu gewährleisten. Nach Verhandlungen mit der Gemeinde konnte die Tribüne nach einer selbst finanzierten Sanierung im September 2018 wiedereröffnet werden.
Seit der Saison 2017/18 bemüht sich die SpVgg Unterhaching darum, das Stadion durch Erbbaurecht von der Gemeinde Unterhaching zu übernehmen. Vor Beginn der Spielzeit 2018/19 verlegte der Verein auf eigene Kosten einen Hybridrasen im Stadion, um eine bessere Bespielbarkeit in den Wintermonaten zu garantieren. Im Sommer 2020 erwarb die SpVgg Unterhaching für 3,3 Mio. Euro die Eigentumsrechte von der Gemeinde Unterhaching.
Im Februar 2023 vereinbarten die SpVgg Unterhaching und die Munich Ravens, einer neu gegründeten American-Football-Mannschaft, dass diese ihre Heimspiele der European League of Football im Sportpark austrägt.
Mitte September 2023 wurde der Sportartikelherstellers Uhlsport für 5 Jahre neuer Namensgeber, sodass das Stadion offiziell den Namen Uhlsport Park erhielt.

## Höhepunkte
Das erste ausverkaufte Erstligaspiel im Sportpark fand am 4. Spieltag der Saison 1999/2000 statt, als die Spielvereinigung Unterhaching den VfB Stuttgart empfing. 10.300 Zuschauer sahen dieses Spiel, das mit einem 2:0 endete. In der Rückrunde desselben Jahres fanden die beiden Derbys gegen den TSV 1860 und den FC Bayern statt. Ursprünglich war für diese Spiele ein Umzug in das Münchner Olympiastadion geplant, der dem Verein jeweils einen Besuch von 69.000 Zuschauern ermöglicht hätte – ein Verbleib im heimischen Stadion wurde durch den damaligen Sponsor Erich Lejeune möglich gemacht, der dem Verein eine „Ausfallsentschädigung“ zahlte. Im Mai 2000 gewann im Sportpark die Spielvereinigung gegen Bayer 04 Leverkusen, dem ein Unentschieden zum Gewinn der deutschen Meisterschaft gereicht hätte, mit 2:0, durch ein Eigentor von Michael Ballack sowie ein Kopfballtor von Markus Oberleitner. Somit ermöglichte sie dem FC Bayern München den Gewinn der Meisterschaft. Die vom DFB bereits zur eventuellen Überreichung an die Leverkusener in den Sportpark gebrachte Meisterschale wurde wieder aus Unterhaching abtransportiert. Die Spielvereinigung Unterhaching galt als heimstark und konnte in diesem Jahr die höchste Spielklasse halten. In der Saison 2000/01 konnten Siege gegen beide Münchner Lokalrivalen erzielt werden; zudem gab es im Stadion gegen Borussia Dortmund und den Hamburger SV weitere ausverkaufte Spiele.
In Spielen des DFB-Pokals konnte Unterhaching im Sportpark bereits mehrere Überraschungssiege gegen höherklassige Clubs verbuchen. Als Drittligist schlug Haching die Bundesligisten FC Augsburg (2023) und SC Freiburg (2011), als Regionalligist gelangen (2015) sogar zwei Siege hintereinander gegen den Bundesligisten FC Ingolstadt 04 und den späteren Bundesliga-Aufsteiger RB Leipzig. 
Am 17. Juli 2008 trug der DFB erstmals ein offizielles Länderspiel im Unterhachinger Sportpark aus. Dabei besiegte die deutsche Fußballnationalmannschaft der Frauen die englische Nationalelf vor 9185 Zuschauern in einem Vorbereitungsspiel auf das olympische Turnier in Peking mit 3:0.
Am 11. Oktober 2010 trug der DFB ein weiteres Länderspiel in Unterhaching aus. Es spielte die deutsche U21 der Männer gegen die U21 der Ukraine. Die Partie endete vor 2230 Zuschauern mit 2:1 für Deutschland nach zwei Toren von André Schürrle.
Am 7. August 2023 bestritt der FC Bayern München ein Freundschaftsspiel gegen die AS Monaco (4:2) im Sportpark, da in der Allianz Arena ein Hybridrasen verlegt wurde.

## Charakteristika

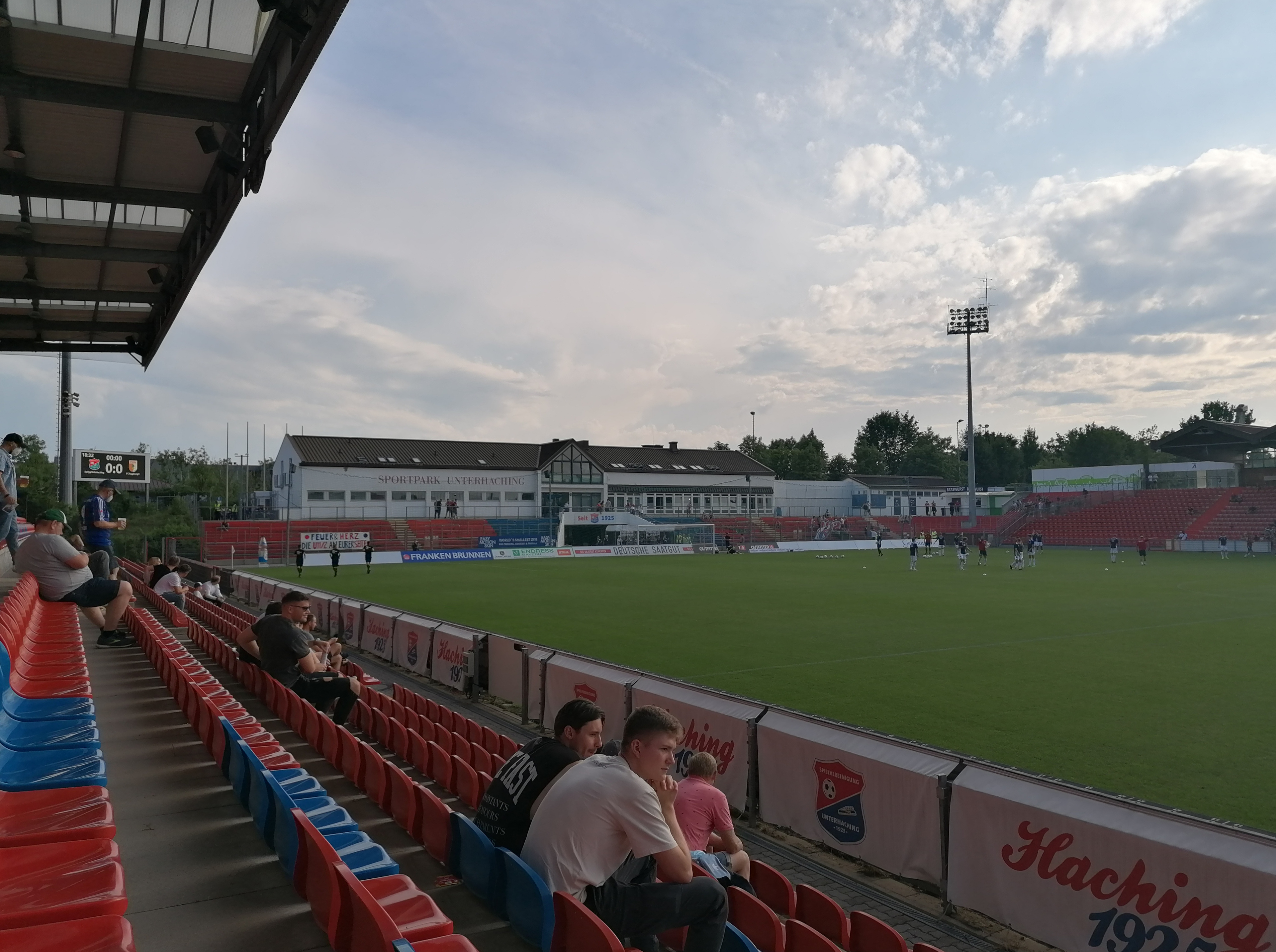
Blick auf die Südtribüne mit dem dahinter gelegenen Vereinsheim (Juli 2021)

Auch nach dem Umbau weist der Sportpark einige Besonderheiten auf. Nicht alltäglich sind z. B. das zweistöckige Vereinsheim hinter der Südtribüne sowie der Spielertunnel, der unter der Südtribüne hinaus auf das Spielfeld führt. Im Vereinsheim wird eine Gaststätte betrieben, die bei freundlichem Wetter auch einen Biergarten in unmittelbarer Stadionnähe bietet. In der Südostkurve steht vom Stadion aus gut einsehbar der Mannschaftsbus der Gästemannschaft geparkt.

## Öffentliche Verkehrsmittel
Aus der Münchner Innenstadt führt die S-Bahnlinie 3 Richtung Holzkirchen bzw. Deisenhofen zum Bahnhof Fasanenpark. Von dort führt ein ausgeschilderter, asphaltierter Fußweg zum Stadion. Der Fußweg beträgt ca. 15 Minuten.